# Macross 7
Macross 7 (マクロス 7 Makurosu Sebun o Macross Siete) es una serie de anime de 1994. Se trata de una secuela de la serie The Super Dimension Fortress Macross (1982) que tiene lugar 35 años después de los acontecimientos de la primera serie, contando con todo un elenco de nuevos personajes.

## Trasfondo
AD 2009 - La raza humana se encontró con la primera raza alienígena. El resultado, fue una guerra con una raza militarizada de gigantes llamados Zentradi. La Tierra se vio envuelta en una crisis interminable nunca antes vista.
Marzo de 2010 - La guerra terminó. En abril de ese mismo año, un nuevo gobierno de la Tierra Unida (New United Nations Spacy = NUNS) fue inaugurado y los seres humanos comenzaron a seguir el camino de la convivencia con los Zentradi. Los Zentradi, recuperaron su tamaño humano, a través de la micronización.
Septiembre de 2011 – El gobierno de NUNS puso en marcha un plan de migración espacial profunda con el fin de preservar la especie.
Septiembre de 2012 – El primer transporte de largo alcance SDF-2 Megaroad 01, comandado por la comandante Misa Hayase, partió de la tierra llevando a un contingente de pobladores, entre ellos el comandante Hikaru Ichijo (ahora su esposo) y la actriz y cantante Lynn Minnmay. Desafortunadamente el Megaroad desapareció sin dejar rastro alguno.
Septiembre de 2030 - Las gigantescas naves clase Megaroad (Megaroad Class) fueron reemplazados por la primera de las naves de gran capacidad nueva clase Macross (New Macross Class), cuyas flotas fueron capaces de transportar hasta un millón de personas máximo.
2038 - La 37ª flota de largo alcance, la Macross 7, parte viaje hacia el centro de la galaxia, transportando 350.000 almas a bordo.
Es el año 2045 ahora...

## Sinopsis
35 años después de la guerra contra los gigantes Zentradi, la nave espacial New Macross Class bautizada como Macross 7, integrante esencial de la 37° la flota colonial, viaja en la misión de colonización en el espacio profundo y al centro de la galaxia. La historia se centra en los encuentros de la flota con una fuerza alienígena denominada Protodeviln, y sobre todo los eventos que rodean una banda de rock n’ roll llamada Fire Bomber, integrada por Basara Nekki (vocalista), Mylene Flare Jenius (séptima hija de Maximiliam Jenius y Miria Farina Jenius ), Ray Lovelock (tecladista y líder), y la baterista Zentradi micronizada Veffidas Feaze.
La nave insignia de la flota en realidad está compuesto de dos partes, que son dos naves espaciales gigantes: Battle 7 y City 7. Battle 7 es la sección de proa de la nave. Se trata de un transporte de tropas y nave de combate, totalmente transformable que es capaz de separarse de la ciudad durante la batalla. Battle 7 es comandada por el Capitán Maximiliam Jenius, (personaje secundario en la serie original), quien también es el comandante de la flota. La sección mucho mayor de atrás de la nave y segunda parte se conoce como City 7 (Ciudad 7) y es el principal centro de población civil de la flota, con una población aproximada de 350.000 de personas. El alcalde de City 7 es la esposa de Maximiliam Jenius, Miria Farina Jenius. City 7 cuenta con una "coraza" que se puede cerrar como una tapa con el fin de proteger a la población civil durante las batallas.
En el 7° año de su misión como flota, Macross 7 se encuentra con un enemigo desconocido. Este enemigo nuevo y misterioso se compone de Valkyries modificadas, dirigido por un hombre llamado Gigil. En el primer encuentro, el Macross 7 se dedica a combatir al enemigo con sus escuadrones de Valkyries propios. Sin embargo esta guerra convencional hace poco para detener el ataque.
Las tácticas del nuevo enemigo son diferentes de los enemigos promedio o los Zentradi rebeldes sin cultura, que se encuentran en los viajes espaciales y tratan de impactarlos con el choque cultural de la protocultura. En la primera batalla con la flota de Macross 7, descubren que la táctica principal del enemigo nuevo, es extraer una forma de energía llamada "Spiritia” de los pilotos, dejándolos en un estado vegetativo y ya no pueden combatir.
El músico civil Nekki Basara, tiene un VF-19 de color rojo: el VF-19 "Fire" Valkyrie de su propiedad, y sale a atacar al enemigo por propia voluntad. Su VF-19 tiene un esquema de control inusual que imita una guitarra, y él no ataca al enemigo con las armas, eligiendo en su lugar al fuego, cápsulas parlantes incrustadas en los mecanismos enemigos, y tocar sus canciones para aturdir al enemigo con señales de sonido por ondas de radio en el espacio.
En los primeros encuentros, la música de Basara hace poco por disuadir al enemigo de atacar y el piloto as de la flota Macross 7 del escuadrón Diamond Force, Gamlin Kizaki está desconcertado y molesto por la aparición de Basara, alegando que interfiere con los otros pilotos durante el combate.
Finalmente se reveló que Ray Lovelock, su amigo y compañero de la banda, le obsequio el Valkyrie a Basara Nekki ya que era un piloto de Valkyrie de la N.U.N. Spacy, y así inicia el proyecto secreto inspirado en la eficacia del canto de Minmay Lynn en la guerra original con los Zentradi, para tratar de enfrentar a este nuevo enemigo con el choque cultural.
Con el tiempo la cabeza del proyecto, el Dr. Chiba, descubre que los pilotos privados de su Spiritia y en estado vegetativo, que ya no pueden combatir, podrían ser revividos. Al exponerlos a la música de Fire Bomber, los pacientes finalmente logran despertar y volver a la normalidad, recordar su vida y número de registro de la flota. Finalmente, el enemigo se infiltra en la nave ciudad más grande City 7 y comienza la extracción de Spiritia de los civiles con unas especies de vampiros.
Debido al carácter secreto de los infiltrados y el estado de sus víctimas, son tomados como “vampiros” misteriosos por el foro público. Uno de los vampiros es capturado y reveló que es un ser humano de una misión espacial antes perdida en el espacio. Un mecanismo de lavado de cerebro que se encuentra dentro del casco del «vampiro» se utiliza para controlarlos. El prisionero capturado es expuesto a la música de Fire Bomber y recupera sus recuerdos, despierta y se convierte en humano.
El prisionero, ahora revela que es un piloto del escuadrón de élite Blue Rhinoceros, Irana Hayakawa, y cuenta su historia a los comandantes de la flota espacial. Harakawa declaró que el Blue Rhinoceros, fue un equipo enviado hace algunos años a investigar el 4° planeta del sistema Varauta, que al parecer guarda secretos sobre la Protocultura, o incluso de los propios descendientes de la Protocultura. Se suponía que iban a reunirse con el Consejero de las Fuerzas Especiales del planeta Ivano Gunther, sólo para encontrar que Gunther estaba poseído por una entidad alienígena misteriosa conocida como los Protodeviln.
La fuerza de la misión espacial de exploración entera es tomada por los Protodeviln y se usa para montar el nuevo Ejército de Supervisión que está atacando ahora a la flota de Macross 7. City 7 es separada del Battle 7 y del resto de la flota por los Protodeviln, durante un corto período de tiempo, Pero eventualmente ellos son rescatados.
Después de esto, el escuadrón élite de VFs del escuadrón Diamond Force es asignado permanentemente a la nave Ciudad 7 como una fuerza especial de defensa urbana. El escuadrón de Sound Force es creado por la NUN Spacy, y todos los miembros de Fire Bomber, son asignados con Valkirias especialmente modificadas. Ellos son enviados a enfrentar al enemigo con éxito, usando su música para convertir a los vampiros en la ciudad y su música en el espacio cada vez que la flota es atacada.
La flota de Macross 7 recoge la información en un intento por comprender a su nuevo enemigo, mientras que Gepelnicht, el líder de la fuerza enemiga Protodeviln, comienza a adoptar nuevas medidas para alcanzar su objetivo de crear una granja Spiritia, capaz de producir un suministro interminable de la fuerza de energía vital, de la cual los Protodeviln dependen de por vida.
Con una amplia oferta de Spiritia siendo recogidos por los 'vampiros', otros Protodevilns anteriores empiezan a despertar de su sueño y ahora formar parte del combate. Una de ellos, llamado Sivil, va a atacar a la flota Macross 7. Durante el primer encuentro entre Basara y Sivil, la eficacia de su música se demostró cuando logró alejar a Sivil del combate.
Sivil se interesa por Basara, a quien refiere como el Anima Spiritia. Gigil deja la flota Protodeviln e ingresa en la nave grande City 7. Finalmente, debido al contacto constante con Basara y su música, Sivil comienza a perder fuerza de vampiro y ya no puede combatir. Ella se oculta en una sección forestal separada de City 7, e ingresa en un estado de hibernación, que la cubre a sí misma en un campo de fuerza. Basara descubre a Sivil y canta para ella todos los días con la esperanza de despertarla. Gigil vigila a Basara desde las sombras, y recoge Spiritia con el fin de ayudar a revivir a Sivil en el futuro.
En todo este tiempo, el Dr. Chiba descubre que el canto de Basara crea lo que él llama "energía del sonido"(Energy Sound). Crea entonces, "Sound Boosters" (Amplificadores de sonido), un accesorio para las Valkirias de la nueva fuerza de élite de naves Sound Force, a fin de ampliar la proyección y el control de esta energía en la batalla, para derrotar a los vampiros. Mientras tanto, otra flota de migración para colonizar otros planetas, la Macross 5, contacta con la flota de Macross 7 con una invitación de visita.
La flota de Macross 5 ha encontrado un planeta adecuado para habitar y lo bautizó como el planeta Lux. Sin embargo, pronto la flota de Macross 7 viajando por el espacio para llevar la primera colonia de humanos a ese planeta, pierde todo contacto con los tripulantes de la nave Macross 5. Al llegar al planeta Lux, encuentran a toda la flota de Macross 5 diezmados, pero curiosamente pocos cadáveres son encontrados. Ellos asumen que la gente de la flota de Macross 5 han sido de hecho, tomados cautivos por los Protodevilns para convertidos en vampiros.
La flota Protodeviln rodea el planeta Lux con una gran fuerza de combate, obligando a la flota de Macross 7 la estancia en la superficie del planeta en una posición defensiva más conveniente. En este momento los militares se enteraron de la permanencia de Sivil en la sección forestal de City 7 y se la llevan para ser estudiada en sus laboratorios. Gigil irrumpe en su Battroid en un intento de encontrar y rescatar a Sivil. Junto a Basara, han logrado despertar a Sivil, quien escapa del laboratorio y de la nave Macross 7, entonces Basara decide buscar a Sivil en el planeta Lux.
Finalmente, él y Gigil logran encontrarla en el interior de un volcán activo en el planeta Lux. Basara comienza a cantar y logra despertarla. Cuando se despierta Sivil, el volcán de repente empieza a hundirse en el océano. Después de que se despeja el horizonte, unas ruinas se elevan desde el fondo del mar en este nuevo planeta que podría ser colonizado.
Las ruinas son investigadas por el archivista Zentradi, Excedor Folmo, ahora macronizado.
Excedor es ahora el asesor científico superior en la flota de Macross 7. Llega a la conclusión de que es una ruina de la Protocultura. Las ruinas revelan la génesis de la misteriosa raza Protodeviln y la forma en que fueron derrotados por la Protocultura, usando algo llamado el Anima Spiritia. Al final, las ruinas son destruidas por la flota de Gepelnicht y otro par de combatientes Protodeviln, llamados Glavil y Gavil. Esto ocurre antes de que la tripulación del Macross pueda saber exactamente lo que es el Anima Spiritia.
Gepelnicht ahora ve a Sivil y Gigil, como una amenaza para sus planes de crear una Granja Spiritia en el planeta Lux y ordena a sus esbirros, Protodeviln, Valgo, Gavil y Glavil perseguirlos y matarlos. En la subsiguiente batalla Gigil alcanza su verdadera forma, y empieza a cantar con la música de Basara. Él descubre que en realidad puede generar su propia Spiritia de esta manera. Gigil defiende a Sivil hasta la muerte, haciendo que el planeta entero Lux estalle, la nave Macross 7 escapa de la destrucción del planeta Lux. Basara y Sivil lloran el sacrificio de Gigil, mientras la batalla con Gepelnicht en el espacio se intensifica.
El Gobierno de la Tierra, la N.U.N. Spacy da el permiso al Comandante Maximiliam Jenius, de utilizar el nuevo y polémico Armamento de Reacción contra los Protodeviln. El Capitán Jenius forma un plan denominado Operación Stargazer en el que algunos pilotos de élite voluntarios le acompañen hacia el 4° planeta del sistema Varauta, la que ahora se conoce como la base de operaciones de la civilización Protodeviln. La misión es atacar sigilosamente el planeta enemigo y la planta en la cámara que alberga los órganos Protodevilns, con el nuevo Armamento de Reacción.
A la Alcaldesa Miria Farina Jenius, se le otorga el mando de la flota de naves de combate durante la misión. Entre los voluntarios para esta misión, se encuentran todos los integrantes del escuadrón Sound Force.
Basara decide hacer las cosas a su manera y empieza a cantar en cuanto alcanzan el planeta. Rodeado por un fuego intenso, el líder de la Diamond Force, Gamlin Kizaki decide centrarse en la defensa de la Sound Force. Finalmente choca su Valkyrie contra el mecha Zaubergern FBz-99g de Gavil, destruyéndolo y aparentemente sacrificándose. Cuando todo parece perdido el verdadero plan de la Operación Stargazer se revela, como el capitán Jenius haciendo De-Fold en medio de la batalla en un nuevo y avanzado VF-22S Valkyrie II Sturmvogel, llevando el Armamento de Reacción consigo.
Inicia una carrera hacia el corazón de la fortaleza enemiga, planta el Armamento de Reacción y les ordena a todos huir del lugar.
Pero la misión es frustrada cuando en el último minuto, Gepelnicht realiza un Space-Fold del Arma de Reacción a la ubicación de la fragata de la Operación Stargazer, clase Northhampton y la destruye. Los miembros sobrevivientes de la operación son capturados por los Protodeviln, pero finalmente logran escapar de sus celdas. En ese momento vuelve a aparecer Gamlin en un Mecha Varauta y ayuda a defenderse contra los ataques de Gavil.
Mientras escapan, descubren que los Protodevilns han encarcelado a todos los habitantes del Macross 5, cubiertos por una cámara de cristal y en donde les extraen su Spiritia, los debilita y ya no pueden combatir. Basara trata de salvarlos, pero sus esfuerzos son en vano y se ven obligados a evacuar el área antes de Gepelnicht los destruya. Escapan usando uno de los cruceros espaciales Varauta. Después de escapar, Gamlin es poseído por Gavil y él toma su VF-17D Nightmare Valkyrie, para iniciar un tour de destrucción en torno a Macross 7. El Sound Force es desplegado mientras Basara y Mylene comienzan a cantar.
Gavil-Gamlin logra capturar a Mylene y exige que entreguen a Basara a los Protodevilns. En ese momento, Mylene sale de su Valkyrie y comienza a cantar, sacando a Gamlin de su posesión. Gavil se ve obligado a apartarse de Gamlin y huye. En otra batalla, los gemelos Protodeviln recién despertados, Zomd y Goram se enfrenta a la flota de Macross 7. Trayendo a lo largo de las cámaras de cristal que contienen a las personas atrapadas de Macross 5, la música de Basara que se volvió contra él, ya que su música serviría para regenerar la Spiritia de las personas capturadas de la nave Macross 5, cuando se extraerían de ellos para revivir a los gemelos Protodeviln. 
Sin embargo, el Capitán Maximilian Jenius idea un plan para usar los generadores de pliegues en las cámaras y el plan fue llevado a cabo con éxito, por Gamlin y Docker, el líder de la Fuerza Esmeralda. Cuando las cámaras se retiran con seguridad, todas las naves de la flota disparan sus Armamento de Reacción. Aunque los gemelos Protodeviln fueron gravemente heridos, milagrosamente se regeneraron. Basara comienza a cantar y los vuelve locos. Sivil aparece y aleja al Protodeviln, pero sus poderes se agotan y se estrella contra la nave Battle 7. Basara intenta revivirla, pero accidentalmente lo despoja de su Spiritia, poniéndolo en un estado vegetativo.
En la última parte de la serie, Geperuniti adquiere su verdadera forma, que es un enorme "agujero negro" de Spiritia, que eventualmente podría drenar todo el universo de Spiritia. Bajo el mando del Capitán Maximilian Jenius, Battle 7 se plegó a la base del Protodeviln y comienza a transformarse para disparar la nueva arma Sound Buster, la combinación de Song Energy y Macross Cannon. Disparando varias rondas del Sound Buster, Macross Cannon se sobrecarga y explota. Se produce una reacción extraña y Geperuniti comienza a perder el control de sí mismo.
Oleadas de energía golpean a la nave Battle 7 y demuestran ser demasiado poderosas para resistir hasta la barrera de precisión. Finalmente Battle 7 fue destruida y las tripulaciones huyeron a un lugar seguro. Geperuniti comienza a extraer Spiritia de todos los capturados de Macross 5, incluso retirando el resto de la flota de Macross 7, incluido City 7 para extraer más Spiritia. Geperuniti incluso va en contra de los de su propia clase, matando a Zomd y Goram. 
Gavil y Gravil, entonces, van en contra de Geperuniti, tratando de convencerlo de que se detenga. En el último minuto, Basara se despierta cuando todos comienzan a cantarle y sale a luchar contra Geperuniti. Junto con Sivil cantan a Geperuniti hasta que también comienza a cantar. Geperuniti se da cuenta de que ahora él también puede crear su propia Spiritia a través de la música y toma una nueva forma. Él y su anfitrión de Protodeviln restante, se retiran de la batalla, abandonan esta galaxia para explorar el resto del universo. Sivil le dice a Basara que ella siempre recordará sus canciones y se va con las suyas.

## Producción
Macross 7 figura en la cronología oficial de Studio Nue y en el canon, con el concepto de historia desarrollado por Shoji Kawamori, que también maneja los diseños mecánicos con Kazutaka Miyatake.
En Japón, la serie se emitió entre el 16 de octubre de 1994, hasta el 24 de septiembre de 1995 a las 11:00 AM, completando un total de 49 episodios al aire. Aunque se ha distribuido en otras partes del mundo, en la actualidad no ha sido licenciada en América Latina.
Macross 7 es la más conocida por su música, y desde que el programa comenzó a transmitirse, una docena de discos han sido lanzados por la ficticia banda Fire Bomber, las estrellas del show.
Una película, Macross 7: Ginga ga Ore wo Yondeiru! (Macross 7: The Galaxy is Calling Me! o Macross 7: ¡La Galaxia Me Está Llamando!), fue lanzada en 1995. Varios OVAs también fueron lanzados, incluyendo Macross 7: Encore (Macross Siete: Otra!) también en 1995 y después, Macross 7 Dynamite (Macross Siete: Dinamita) en 1997.

## Secuelas
- Macross Frontier (2008)

## Relacionados
- Macross 7 Trash (1994) (Manga)
- Macross Dynamite 7: Mylene Beat (1999) (Manga)
- Macross FB 7: Ore no Uta o Kike! (2012)

- Datos: Q1883055